# 윤중로
윤중로(輪中路)는 여의2교 북단부터 시작하여 국회의사당 주변을 돌아 서강대교 남단까지 이어지는 길로, 총 길이는 1.7km이다. 공식적인 도로명으로는 여의서로의 일부 구간에 해당한다.
벚꽃 관광의 명소인 만큼 매년 4월이면 이곳에서 한강 여의도 봄꽃 축제가 열리며 해당 축제기간 동안에는 자동차 출입이 통제된다.

## 역사
1968년에 여의도의 홍수 예방을 목적으로 밤섬을 폭파하여 나온 골재로 섬 주위에 '윤중제'(輪中堤)라는 제방을 쌓았으며, 1972년 11월 26일 서울특별시공고 제268호에 의해 제정된 41개 가로(街路) 이름으로 윤중제로 처음 이름 붙여졌다. 이후 그 제방을 따라 만든 길을 ‘윤중로’라고 부르고 있다.